# 丸尾末廣
丸尾末廣（日语：／ Maruo Suehiro，1956年1月28日—），日本畫家、插畫家和漫畫家，其代表作為《少女椿》。

## 經歷
丸尾出生於日本長崎縣諫早市的一個七人兄弟姐妹的家庭，是家中最小的孩子。其生父身份不詳。在他四歲時，母親再婚，但他表示：「從我出生到繼父去世，全部算起來也只和他說過大約五分鐘的話。」童年時，他的生活經歷頗為複雜，曾被親戚領養，又返回繼父家，依靠生活補助度日直到小學六年級為止。
中學畢業後，由於對家庭和學校並無特別的依戀，他選擇不繼續升學。16歲時，他前往東京，在板橋區的凸版製本公司工作。然而，由於無故缺勤，他在工作兩年後辭職。此後，他從事過約30種不同職業，包括扒手的監視員和彈珠機店店員。丸尾的繪畫技術完全為自學而成。17歲時，他將作品投稿至《週刊少年Jump》，但由於畫風與週刊雜誌的風格不符而未被採用。
1980年，丸尾以作品《リボンの騎士》在成人漫畫雜誌《エロス'81 劇画悦楽号2月号増刊》（三出版）上正式出道。1982年，他出版了第一本單行本《薔薇色ノ怪物》（青林堂出版）。此後，他一邊為小說繪製插畫，一邊在成人漫畫雜誌《漫画エロス》和《ガロ》等平台上發表作品。他曾負責劇團東京格蘭吉諾爾的宣傳美術設計，並且以演員身份參與活動。此外，他自2008年起便一直參與湯澤幸一郎編劇及導演的原創舞台劇《瑪格達拉的瑪麗亞》（マグダラなマリア）的舞台美術設計，從第一部作品到目前為止的整個系列皆由他負責。
其代表作《少女椿》在1990年代初期被改編為動畫。然而，這部作品在日本國內基本未進行媒體化（僅少量VHS錄像帶曾經分發過），但在法國則以《MIDORI》為標題正式發行了DVD。雖然他的創作活動曾一度中斷，但在2007年，他於《Comic Beam》開始連載漫畫《帕諾拉馬島綺譚》，該作品完全改編自江戶川亂步的同名小說。單行本於2008年出版，並憑藉此作品於2009年獲得手塚治虫文化獎新生獎。
自2014年5月起，丸尾參與了網絡雜誌「ぽこぽこ」的肖像畫訂製服務。2020年10月，他在京都的Gallery SUGATA舉辦了原畫展「NEXT ONE」，以紀念出道40週年。

## 連載作品

### 漫畫
- 《薔薇色的怪物》（1982年、青林堂出版）
- 《夢的Q-SAKU》（1982年、青林堂出版）
- 《DDT─我是耳無芳一》（1983年、青林堂出版）
- 《少女椿》（1984年、青林堂出版）[7]
- 《金蘭舞》（1985年、青林堂出版）
- 《偏執狂之星》（1986年、青林堂出版）
- 《丸尾地獄》（1988年、青林堂出版）
- 《國立少年》（1989年、青林堂出版）
- 《犬神博士（日语：犬神博士）》（1994年、秋田書店出版）
- 《風之魔轉郎》（1995年、德間書店出版）
- 《齒齒君》（1996年、秋田書店出版）
- 《月的愛人》（1997年、青林堂出版）
- 《新國立少年》（1999年、青林工藝舎出版）[8]
- 《笑吸血鬼》（2000年、秋田書店出版）
- 《天堂 笑吸血鬼2》（2004年、秋田書店出版）
- 《帕諾拉馬島綺譚》（Comic Beam 2007年7月號 - 2008年1月號、Enterbrain出版）
- 《毛毛蟲（日语：芋虫_(小説)）》（2009年、Enterbrain出版）
- 《瓶裝地獄（日语：瓶詰の地獄）》（2012年、Enterbrain出版）
- 《多米諾地獄》（Comic Beam 2014年3月號-2019年1月號、Enterbrain出版）[9]
- 《昂・格拉》（Comic Beam 2020年12月號 - 2022年3月號（第一部）、2022年11月號 - 2023年4月號）[10][11][12]

### 書籍與畫集
- 《江戶昭和競作無慘繪英名二十八眾句》 月岡芳年・丸尾末廣・花輪和一共作（1988年）
- 《丸尾畫報I》（1996年）
- 《丸尾畫報II》（1996年）
- 《新世紀SM畫報》（2000年）
- 《丸尾畫報EX I》（2005年）
- 《丸尾畫報EX II》（2005年）
- 《亂步全景 丸尾末廣畫集》（2010年）
- 《新世紀SM畫報 新裝版》（2012年）
- 《無慘繪 新英名二十八眾句》（2012年、海報書形式復刻版）
- 《丸尾畫報DX I》（2013年）
- 《丸尾畫報DX II》（2013年）
- 《丸尾畫報DX I改》（2018年）
- 《丸尾畫報DX II改》（2018年）
- 《丸尾畫報DX III》（2018年）[13][14]

### 裝畫
- 山田詠美-《賢者之愛》（2015年1月9日發行）[15]
- 後藤護-《惡魔存在的漫畫史》（2023年12月21日發行）

### CD封面設計
- 約翰·佐恩（英语：John Zorn） - 《裸之城》（1990年2月9日發售）
- BALZAC（日语：BALZAC） - 《全能無數之眼指向死亡》（2000年11月29日發售）
- THE STALIN（日语：ザ・スターリン） 致敬專輯 - 《365:A TRIBUTE TO THE STALIN》（2001年1月24日發售）
- assfort - 《FREE PUNK CUSTOMIZE KIT》（2001年2月7日發售）
- MERRY（日语：MERRY） - 《個性派混合～黃昏篇～》（2002年9月15日發售）
  - 《個性派混合～純情・熱情篇～》（2002年11月17日發售）
  - 《個性派混合經典～OLDIES TRACKS～》（2005年6月1日發售）
- R指定（日语：R指定_(バンド)） - 《日本沈沒》（2012年2月1日發售）
- 怪人二十面奏（日语：怪人二十面奏） - 《怪人二十面奏》（2017年6月21日發售）

『聲命力』（2019年6月26日發售）
- Urbangarde（日语：アーバンギャルド） - 『愛と幻想のアーバンギャルド』 [通常版] （2018年11月21日發售）[16]

### 唱片封面設計
- THE STALIN - 《蟲》（1983年4月25日發售）
- AUTO-MOD（日语：AUTO-MOD） - 《REQUIEM》（1983年8月21日發售）
- 恐惡狂人團（日语：恐悪狂人団） - 《NO!〜穿越有為轉變，達到不壞不動的境界！〜》（1988年7月發售）
- 筋肉少女帶 - 《元祖高木布傳說》（1989年12月5日發售）

### 遊戲主視覺設計
- 市松壽ゞ謡 製作 - 《混亂 蟠之章》（2024年10月24日配信）[17]

## 另見
- 高畠華宵（日语：高畠華宵）
- 楳圖一雄：丸尾提到梅津是他最喜歡的作家。
- 恩奇·畢拉：同上。
- 遠藤道郎（日语：遠藤ミチロウ）

## 外部連結
- 丸尾地獄 （页面存档备份，存于） - 官方網站
- 丸尾地獄的X（前Twitter）
- 丸尾末広インタビュー （页面存档备份，存于） - 紅地下大飯店